# DEMC
Der differentielle Mobilitätsanalysator (DEMC, engl.: Differential Electrical Mobility Classifier) klassiert geladene Partikel entsprechend ihrer elektrischen Mobilität im elektrischen Feld. Die Bezeichnung DEMC wird nach ISO 15900 für die bereits bestehende Abkürzung DMA (DMA, engl.: Differential Mobility Analyser) verwendet.

## Funktionsprinzip

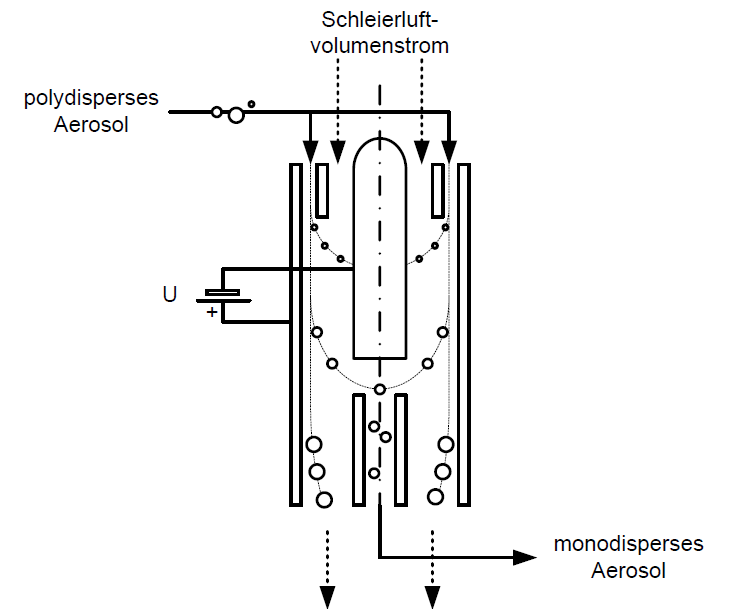
Funktionsprinzip eines DEMCs

Geladene Partikel (unipolar oder bipolar) werden innerhalb eines elektrischen Feldes abgelenkt. Dieses Prinzip wird innerhalb eines DEMCs für die Klassierung von Partikel ausgenutzt. Nachfolgend wird die Funktionsweise an einem zylindrischen DEMC (Ringelektrode) erläutert, wie er in der nebenstehenden Abbildung dargestellt wird. Ein polydisperses, geladenes Aerosol wird in den DEMC geleitet. Parallel dazu wird ein Hüllluftvolumenstrom (engl.: sheath air flow) an der inneren Elektrode entlanggeführt. Zwischen der inneren Elektrode und dem geerdeten äußeren Mantel entsteht ein elektrisches Feld. Gelangen die Partikel in dieses Feld werden sie in Richtung der Elektrode abgelenkt. Die Ablenkung ist von der Ladung und der Projektionsfläche der Partikel, als auch von der Geometrie und den Betriebsparametern des DEMC abhängig. Nur Partikel einer bestimmten Größe können bei vorgegebener Spannung durch den Auslass den DEMC verlassen (monodisperses Aerosol).

## Bauarten

### Zylindrischer DEMC
Zylindrische DEMCs besitzen eine innere Elektrode und einen äußeren, geerdeten Mantel.

### Planarer DEMC
Planare DEMCs sind rechteckig ausgeführt und haben gegenüber zylindrischen DEMCs folgende Vorteile:
- einfacherer Aufbau (zentrische Ausrichtung der Elektrode entfällt, unkomplizierte Bauteile)
- gleichmäßiges elektrisches Feld

## Anwendung

### Klassierung
Reine DEMCs werden eingesetzt um größenabhängige Fraktionen von geladenen Partikeln (< 1000 nm) oder Ionen aus einem Aerosol herauszuschneiden. In der Forschung werden sie zur Erzeugung von Aerosolen mit definierten Partikelgrößen eingesetzt. Es können sowohl die Breite der Partikelgrößenverteilung, als auch die Partikelgröße beliebig variiert werden. Diese Aerosole werden z. B. genutzt für:
- Kalibrierung von Partikelmesstechnik
- Charakterisierung von Partikelmesstechnik (z. B.: Zählwirkungsgrad, Klassifizierungsgenauigkeit)
- Entwicklung neuer Partikelmesstechnik

### Partikelgrößenanalyse
Wird der DEMC mit einem Konzentrationsmessgerät, wie zum Beispiel mit einem Kondensationskernzähler (engl. Condensation Particle Counter, CPC) oder einem Elektrometer, kombiniert so wird nach ISO/FDIS 15900:2009 von einem DMAS (engl. Differential Electrical Mobility Analyser System) gesprochen.